# Hashem Muhammad Ali Al-Mashhadani
Hashem Muhammad Ali Al-Mashhadani (Baghdad, 1952 – Doha, 25 maggio 2021) è stato un giurista e teologo iracheno naturalizzato qatariota.

## Biografia

### Infanzia e studi
Hashem è nato a Baghdad nel 1952, la sua educazione si è formata grazie agli studiosi di Baghdad ed agli studi primari e secondari nelle scuole di Baghdad. Ha in seguito ottenuto la laurea in Arti e Sharia all'Università di  Baghdad,  nel Collegio Islamico nel 1974. Dopo la laurea, è partito per il Pakistan per studiare ed ottenere un master alla Punjab University, laureandosi in scienze islamiche nel 1986. In seguito, ha viaggiato in Sudan ed ha ottenuto un dottorato in media e advocacy con specializzazione in all'Università Holy Quran and Islamic Science a Omdurman.

### Carriera
Fu nominato responsabile al Mayfair Islamic Center di Londra per tre mesi per ogni estate, dove diede lezioni e collaborò con altri centri islamici della città dal 1998 al 2000. Fu ricercatore al dipartimento degli Affari Sociali dal 1996 al 1998. Poi capo degli Imam e dei fedeli al Ministero di Awqaf and affari Islamici dal 1998 al 2000.
Fu poi anche capo del dipartimento di affari familiari nel dipartimento di Da’wah dal 2000 al 2001. Ali Al-Mashhadani ricoprì anche la posizione di Imam alla grande moschea di Raya.
Lo sceicco Hashem Al-Mashhadani è morto a Doha, Qatar, dopo una lunga lotta contro la malattia il 25 maggio 2021.

## Opere
- Islamic faith
- Behavior and safety controls
- Of Islamic concepts and Da'wah
- Deaths, hurdles and turns
- In the individual, family and society
- In the increase of the walkers
- In self and life